# 偏齒果蝠
偏齒果蝠（學名：Latidens salimalii），哺乳綱、翼手目、狐蝠科的一單屬種。而與偏齒果蝠同科的動物尚有無尾果蝠屬無尾果蝠、小狐蝠屬、錘頭果蝠、多尖齒果蝠屬等之數種哺乳動物。